# Konkurs Piosenki Eurowizji 1964
9. Konkurs Piosenki Eurowizji 1964 został zorganizowany 21 marca 1964 w Tivolis Koncertsal w Kopenhadze, dzięki zwycięstwu Grethe i Jørgen Ingmannów, reprezentantów Danii w finale konkursu w 1963.
Koncert finałowy prowadziła Lotte Wæver. Konkurs wygrała Gigliola Cinquetti, reprezentantka Włoch z utworem „Non ho l’età”, za który otrzymała 49 punktów, tj. prawie trzy razy więcej, niż zdobywca drugiego miejsca.

## Lokalizacja
Na miejsce organizacji konkursu wybrano Tivolis Koncertsal, mieszczącą się w popularnym wesołym miasteczku i parku Tivoli Gardens, stworzonym przez Geogra Carstensena, „Tivoli” nawiązujące do Jardin de Tivoli w Paryżu oraz „Vauxhall” nawiązujące do Vauxhall Gardens w Londynie.

## Przebieg konkursu
Pomimo bojkotu konkursu przez Szwecję krajowa telewizja transmitowała koncert finałowy, podczas którego miał miejsce incydent będący politycznym protestem Szwedów. Po występie reprezentanci Szwajcarii na scenie wbiegł mężczyzna, trzymając baner z napisem Bojkot Franco i Salazara. Telewidzowie mogli usłyszeć uderzenie w tablicę wyników, a gdy mężczyznę usunięto ze sceny, konkurs kontynuowano.
W wyniku pożaru w studiu Danmarks Radio, do którego doszło w latach 70., nie zachowało się żadne nagranie wideo z koncertu, poza skrótem występu eurowizyjnego Cinquetti. Żaden inny nadawca nie nagrał koncertu, a jego fragmenty istnieją w archiwach niemieckiej telewizji Norddeutscher Rundfunk (NDR). Istnieje natomiast dźwiękowe nagranie konkursu.

## Kraje uczestniczące
Do rywalizacji stanęli reprezentanci 16 krajów, w tym debiutująca w stawce telewizji z Portugalii. Nadawca ze Szwecji zrezygnował z udziału w konkursie w ramach bojkotu konkursu przez rodzimych artystów.
W konkursie po raz drugi wystąpiła Anita Traversi, która reprezentowała Szwajcarię w finale konkursu w 1960.

## Dyrygenci
- Kai Mortensen
  -  Dania[3]
  -  Portugalia[4]
- Johannes Fehring
  -  Austria[5]
- Henri Segers
  -  Belgia[6]
- George de Godzinsky
  -  Finlandia[7]
- Franck Pourcel
  -  Francja[8]
- Radivoj Spasić
  -  Jugosławia[9]
- Rafael de Ibarbia Serra
  -  Hiszpania[10]
- Dolf van der Linden
  -  Holandia[11]
- Jacques Denjean
  -  Luksemburg[12]
- Willy Berking
  -  Niemcy[13]
- Michel Colombier
  -  Luksemburg[14]
- Karsten Andersen
  -  Norwegia[15]
- Fernando Paggi
  -  Szwajcaria[16]
- Harry Rabinowitz
  -  Wielka Brytania[17]
- Gianfranco Monaldi
  -  Włochy[18]

## Wyniki
| Lp. | Kraj            | Język        | Artysta                 | Piosenka                                    | Miejsce | Punkty |
| --- | --------------- | ------------ | ----------------------- | ------------------------------------------- | ------- | ------ |
| 1   | Luksemburg      | francuski    | Hugues Aufray           | „Dès que le printemps revient”              | 4       | 14     |
| 2   | Holandia        | niderlandzki | Anneke Groenloh         | „Jij bent mijn leven”                       | 10      | 2      |
| 3   | Norwegia        | norweski     | Arne Bendiksen          | „Spiral”                                    | 8       | 6      |
| 4   | Dania           | duński       | Bjørn Tidmand           | „Sangen om dig”                             | 9       | 4      |
| 5   | Finlandia       | fiński       | Lasse Mårtenson         | „Laiskotellen”                              | 7       | 9      |
| 6   | Austria         | niemiecki    | Udo Jürgens             | „Warum nur, warum?”                         | 6       | 11     |
| 7   | Francja         | francuski    | Rachel Cavaillon        | „Le chant de mallory”                       | 4       | 14     |
| 8   | Wielka Brytania | angielski    | Matt Monro              | „I Love the Little Things”                  | 2       | 17     |
| 9   | Niemcy          | niemiecki    | Nora Nova               | „Man gewöhnt sich so schnell an das Schöne” | 13      | 0      |
| 10  | Monako          | francuski    | Romuald Figuier         | „Où sont-elles passées?”                    | 3       | 15     |
| 11  | Portugalia      | portugalski  | Antonio Calvário        | „Oração”                                    | 13      | 0      |
| 12  | Włochy          | włoski       | Gigliola Cinquetti      | „Non ho l’età”                              | 1       | 49     |
| 13  | Jugosławia      | chorwacki    | Sabahudin Kurt          | „Život je sklopio krug”                     | 13      | 0      |
| 14  | Szwajcaria      | włoski       | Anita Traversi          | „I miei pensieri”                           | 13      | 0      |
| 15  | Belgia          | francuski    | Robert Cogoi            | „Près de ma rivière”                        | 10      | 2      |
| 16  | Hiszpania       | hiszpański   | Tim, Nelly & Tony (TNT) | „Caracola”                                  | 12      | 1      |

Legenda:
     1. miejsce
Tabela wyników
| Luksemburg                                     | Holandia        | Norwegia | Dania | Finlandia | Austria | Francja | Wielka Brytania | Niemcy | Monako | Portugalia | Włochy | Jugosławia | Szwajcaria | Belgia | Hiszpania |   |   |
| Uczestnicy konkursu                            | Luksemburg      |          | 3     | –         | –       | –       | –               | 3      | –      | 5          | –      | –          | 3          | –      | –         | – | – |
| Uczestnicy konkursu                            | Holandia        | –        |       | –         | 1       | –       | –               | –      | 1      | –          | –      | –          | –          | –      | –         | – | – |
| Uczestnicy konkursu                            | Norwegia        | –        | –     |           | 5       | 1       | –               | –      | –      | –          | –      | –          | –          | –      | –         | – | – |
| Uczestnicy konkursu                            | Dania           | –        | –     | 1         |         | –       | –               | –      | –      | –          | –      | –          | –          | –      | –         | – | 3 |
| Uczestnicy konkursu                            | Finlandia       | –        | –     | 3         | 3       |         | –               | –      | 3      | –          | –      | –          | –          | –      | –         | – | – |
| Uczestnicy konkursu                            | Austria         | –        | –     | –         | –       | –       |                 | –      | –      | –          | –      | –          | 5          | –      | –         | 1 | 5 |
| Uczestnicy konkursu                            | Francja         | 1        | –     | –         | –       | –       | 3               |        | –      | –          | 5      | 3          | –          | 1      | –         | – | 1 |
| Uczestnicy konkursu                            | Wielka Brytania | –        | 1     | 5         | –       | 3       | 1               | 1      |        | 1          | –      | –          | –          | –      | 5         | – | – |
| Uczestnicy konkursu                            | Niemcy          | –        | –     | –         | –       | –       | –               | –      | –      |            | –      | –          | –          | –      | –         | – | – |
| Uczestnicy konkursu                            | Monako          | 3        | –     | –         | –       | –       | –               | 5      | –      | –          |        | –          | –          | 3      | 1         | 3 | – |
| Uczestnicy konkursu                            | Portugalia      | –        | –     | –         | –       | –       | –               | –      | –      | –          | –      |            | –          | –      | –         | – | – |
| Uczestnicy konkursu                            | Włochy          | 5        | 5     | –         | –       | 5       | 5               | –      | 5      | 3          | 3      | 5          |            | 5      | 3         | 5 | – |
| Uczestnicy konkursu                            | Jugosławia      | –        | –     | –         | –       | –       | –               | –      | –      | –          | –      | –          | –          |        | –         | – | – |
| Uczestnicy konkursu                            | Szwajcaria      | –        | –     | –         | –       | –       | –               | –      | –      | –          | –      | –          | –          | –      |           | – | – |
| Uczestnicy konkursu                            | Belgia          | –        | –     | –         | –       | –       | –               | –      | –      | –          | 1      | 1          | –          | –      | –         |   | – |
| Uczestnicy konkursu                            | Hiszpania       | –        | –     | –         | –       | –       | –               | –      | –      | –          | –      | –          | 1          | –      | –         | – |   |
| KRAJE UPORZĄDKOWANE WEDŁUG KOLEJNOŚCI WYSTĘPÓW |                 |          |       |           |         |         |                 |        |        |            |        |            |            |        |           |   |   |

## Międzynarodowi nadawcy i głosowanie
Spis poniżej przedstawia kolejność głosowania poszczególnych krajów w 1963 wraz z nazwiskami sekretarzy, którzy przekazywali punkty od swojego państwa. Każdy krajowy nadawca mógł zatrudnić komentatora koncertu, który relacjonował w ojczystym języku przebieg konkursu.
| Lp. | Kraj            | Sekretarz             | Komentator        | Nadawca                 |
| --- | --------------- | --------------------- | ----------------- | ----------------------- |
| 01  | Luksemburg      | b.d.                  | Jacques Navadic   | Télé-Luxembourg         |
| 02  | Holandia        | Pim Jacobs            | Ageeth Scherphuis | NTS                     |
| 03  | Norwegia        | Sverre Christophersen | Odd Grythe        | NRK                     |
| 04  | Dania           | TBD                   | TBD               | DR TV                   |
| 05  | Finlandia       | Poppe Berg            | Aarno Walli       | Suomen Televisio        |
| 06  | Austria         | Ernst Grissemann      | Emil Kollpacher   | ORF                     |
| 07  | Francja         | Claude Darget         | Robert Beauvais   | Première Chaîne RTF     |
| 08  | Wielka Brytania | Michael Aspel         | David Jacobs      | BBC TV                  |
| 08  | Wielka Brytania | Michael Aspel         | Tom Sloan         | BBC Light Programme     |
| 09  | Niemcy          | Lia Wöhr              | Hermann Rockmann  | ARD Deutsches Fernsehen |
| 10  | Monako          | TBC                   | Robert Beauvais   | Télé Monte Carlo        |
| 11  | Portugalia      | Maria Manuela Furtado | Gomes Ferreira    | RTP                     |
| 12  | Włochy          | Rosanna Vaudetti      | Renato Tagliani   | Programma Nazionale     |
| 13  | Jugosławia      | TBD                   | Miloje Orlović    | Televizija Beograd      |
| 13  | Jugosławia      | TBD                   | Gordana Bonetti   | Televizija Zagreb       |
| 13  | Jugosławia      | TBD                   | Tomaž Terček      | Televizija Ljubljana    |
| 14  | Szwajcaria      | Alexandre Burger      | Theodor Haller    | TV DRS                  |
| 14  | Szwajcaria      | Alexandre Burger      | Georges Hardy     | TSR                     |
| 14  | Szwajcaria      | Alexandre Burger      | Giovanni Bertini  | TSI                     |
| 15  | Belgia          | André Hagon           | Herreman          | RTB                     |
| 15  | Belgia          | André Hagon           | Herman Verelst    | BRT                     |
| 16  | Hiszpania       | TBD                   | Federico Gallo    | TVE                     |
| –   | Szwecja         | brak reprezentanta    | Sven Lindahl      | Sveriges Radio-TV       |